# Éclusier-Vaux
Éclusier-Vaux – miejscowość i gmina we Francji, w regionie Hauts-de-France, w departamencie Somma.
Według danych na rok 2011 gminę zamieszkiwało 90 osób, a gęstość zaludnienia wynosiła 14 osób/km² (wśród 2293 gmin Pikardii Éclusier-Vaux plasuje się na 941. miejscu pod względem liczby ludności, natomiast pod względem powierzchni na miejscu 762.).